# Tour Phare
Tour Phare (česky Majáková věž, francouzsky nazývaná též Le Phare) je nerealizovaný stavební projekt z roku 2006. Jednalo se o necelých 300 m vysoký mrakodrap v pařížské obchodní čtvrti La Défense. Budova měla mít 70 podlaží a byla navržena jako ekologická stavba. Navrhl ji kolektiv architektů z losangeleského ateliéru Morphosis vedený laureátem Pritzkerovy ceny z roku 2005 Thomem Maynem. Výstavbou byla pověřena společnost Unibail-Rodamco. Dokončení bylo plánováno na rok 2017, kdy se budova (297 m) měla stát nejvyšší stavbou v Paříži a jednou z nejvyšších v Evropské unii.
Vzhled Tour Phare vycházel z parametrického skriptování a budova v sobě kombinovala různorodé programové, fyzické i infrastrukturální prvky, zapadající do jejího okolí. (Pozemek se nachází poblíž La Grande Arche.) Vyjadřovala pohyb několika různými směry současně. Projekt využíval nejmodernější technologie, což z něj činilo technickou zajímavost.
Přesto byl projekt v roce 2015 zrušen a nahrazen dvojicí menších staveb zvaných Tours Sisters, s jejichž dokončením se počítá v roce 2021.